# Георгиј Михајлович
Георгиј Михајлович (рус. Георгий Михайлович; Мадрид, 13. март 1981) члан је Руског императорског дома у изгнанству.
Он је син јединац велике кнегиње Марије Владимировне и пруског принца Франца Вилхелма (Михаила Павловича).

## Биографија
Георгиј Михајлович је рођен 13. марта 1981. године у Мадриду. Назван је по прадједу по мајчиној линији кнезу Георгију Александровичу Багратион-Мухранском. Крштен је 6. маја 1981. у православној цркви у Мадриду. Крстио га је архиепископ лосанђелески Антоније, у присуству шпанског краља Хуана Карлоса и краљице Софије и бившег бугарског краља Симеона II и краљице Маргарите. Кум му је био бивши грчки краљ Константин II.
Рано дјетињство је провео у француском градићу Saint-Briac-sur-Mer, а затим је отишао за Париз. До 1999, заједно са својом мајком Маријом Владимировном, живио је у родном Мадриду гдје је завршио колеџ. Говори руским, енглеским, француским и шпанским језиком. Високо образовање је стекао на Универзитету у Оксфорду. Данас живи у Шпанији.
Први пут је посјетио Русију априла 1992. године, заједно са мајком и бабом, када је присуствовао опијелу његовом дједу великом кнезу Владимиру Кириловичу којег је држао патријарх московски Алексије II.
У Бриселу је радио у администрацији Европског парламента, а затим и као помоћник потпредсједника и комесара Европске комисије гђе Лојоле де Паласио. Од децембра 2008. био је савјетник генералног директора „Нориљског никла” (рус. Нори́льский ни́кель). Од 2014. власник је PR агенције Romanoff & Partners у Бриселу која заступа интересе руских и источноевропских компанија у Европској унији. Оснивач је Императорског фонда истраживања онколошких обољења (рус. Императорский фонд исследований онкологических заболеваний).

## Императорски дом
Старјешина Руског императорског дома у изгнанству од 1938. до 1992. био је велики кнез Владимир Кирилович. Његова кћерка велика кнегињица Марија Владимировна је 1976. ступила у равнородни брак са Францом Вилхелмом, принцем од Пруске. Њему је након примања православља велики кнез Владимир Кирилович додијелио титулу великог кнеза, а на крштењу је добио име Михаил Павлович. Одређено је да ће унуци Владимира Кириловича првенствено носити титулу великог кнеза и презиме Романов, а самим тим наставити чланство Императорског дома. Године 1989. велика кнегиња Марија Владимировна је постала насљедник престола.
Смрћу великог кнеза Владимира Кириловича (1992) нови династички старјешина је постала велика кнегиња Марија Владимировна. Наступило је насљеђивање по женској линији јер је смрћу њеног оца Владимира била пресјечена посљедња мушка линија. Истовремено је за насљедника цесаревића проглашен њен син, велики кнез Георгиј Михајлович. Он је након стицања пунољетства положио династичку заклетву у Јерусалиму, дана 17. априла 1998, пред патријархом јерусалимским Диодором. Георгијева мајка и он су данас једини чланови Императорског дома и као такве их признаје Руска православна црква.
Оженио се 1. октобра 2021. године.

## Породица

### Родитељи
| име                 | слика | датум рођења       |
| ------------------- | ----- | ------------------ |
| Франц Вилхелм       |       | 3. септембар 1943. |
| Марија Владимировна |       | 23. децембар 1953. |

### Супружник
| име                 | слика | датум рођења  |
| ------------------- | ----- | ------------- |
| Викторија Романовна |       | 18. мај 1982. |

### Потомство
| име                    | слика | датум рођења      |
| ---------------------- | ----- | ----------------- |
| Александар Георгијевич |       | 21. октобар 2022. |